# Agios Konstantinos (Samos)
Das Dorf Agios Konstantinos (griechisch Άγιος Κωνσταντίνος (m. sg.)) liegt an der Nordküste der griechischen Insel Samos etwa 7 km nordwestlich von Kokkari und 7 km östlich von Agios Nikolaos.
Agios Konstantinos besteht aus dem älteren Ortsteil Pano Agios Konstantinos (Pano Chorio) und dem jüngeren Kato Agios Konstantinos (Kato Chorio). Das Dorf Agios Konstantinos ist nach der gleichnamigen Kirche, einem ehemaligen Metochi des Klosters Moni Vronda, benannt. Zur Zeit der Hegemonie war Agios Konstandinos Sitz der Gemeinde Exi Gitonies (Έξι Γειτονιές, „Sechs Nachbarschaften“), der noch die Dörfer Nenedes, Stavrinides, Manolates und die heute verlassenen Siedlungen Margarites und Valeondades angehörten.
Über die Entstehungsgeschichte des Dorfes ist nichts bekannt, vermutlich wurde es aber wie die anderen nahegelegenen Dörfer und Weiler von Menschen aus Vourliotes gegründet.
Die bergige, aber fruchtbare Umgebung begünstigt den Weinanbau, aber auch Obst- und Gartenbau werden betrieben. Neben dem Weinbau bietet der Tourismus in den Sommermonate eine zusätzliche Einkommensquelle.
Mit der Umsetzung der Gemeindereform nach dem Kapodistrias-Programm im Jahr 1997 erfolgte die Eingliederung von Agios Konstantinos in die Gemeinde Vathy. Nach dem Zusammenschluss der ehemaligen Gemeinden der Insel nach der Verwaltungsreform 2010 zur Gemeinde Samos (Δήμος Σάμου Dímos Sámou), zählt durch die Korrektur 2019 in zwei Gemeinden der Ort zur Gemeinde Anatoliki Samos.
Einwohnerentwicklung von Agios Konstantinos
| Name               | griechischer Name  | 1913  | 1920  | 1928 | 1940  | 1951  | 1961  | 1971 | 1981 | 1991 | 2001 | 2011 |
| ------------------ | ------------------ | ----- | ----- | ---- | ----- | ----- | ----- | ---- | ---- | ---- | ---- | ---- |
| Agios Konstantinos | Άγιος Κωνσταντίνος | 523 ¹ | 536 ¹ | 712  | 681 ² | 622 ² | 496 ² | 400  | 360  | 389  | 379  | 368  |
| Valeontades        | Βαλεοντάδες        | 94    | 80    | 76   | 48    |       |       |      |      | 17   | 15   | 1    |
| Alatzades          | Αλατζάδες          | 16    | 22    | 21   | -     |       |       |      |      |      |      |      |
| Gesamt             | Gesamt             |       | 638   | 809  | 729   | 622   | 496   | 400  | 360  | 406  | 394  | 369  |

¹ Agios Konstantinos mit Ormos Agios Konstantinos; ² Agios Konstantinos mit Ano Agios Konstantinos